# Nina Nikolajewna Uralzewa
Nina Nikolajewna Uralzewa (russisch Нина Николаевна Уральцева, englische Transkription Nina Nikolaevna Ural'tseva; * 24. Mai 1934 in Leningrad) ist eine russische Mathematikerin, die sich mit partiellen Differentialgleichungen beschäftigt.
Uralzewa besuchte die Staatliche Universität Leningrad, an der sie 1956 einen Abschluss in Physik machte. 1960 wurde sie dort bei Olga Ladyschenskaja in Mathematik promoviert (Regularität von Lösungen von multidimensionalen elliptischen Gleichungen und Variationsproblemen) und 1964 habilitierte sie sich (russischer Doktortitel). 1966 erhielt sie dort eine volle Professur und ab 1977 war sie Vorstand der Abteilung Partielle Differentialgleichungen und Mathematische Physik. Nina Iwotschkina war eine Schülerin Uralzewas.
Uralzewa gilt als eine der führenden russischen Wissenschaftler auf dem Gebiet partieller Differentialgleichungen, worüber sie mit ihrer Lehrerin Ladyschenskaja zwei Forschungsmonographien schrieb, die auch ins Englische und Französische übersetzt wurden.
Sie erhielt den Tschebyschow-Preis der Sowjetischen Akademie der Wissenschaften und den Staatspreis der UdSSR. 2006 erhielt sie den Humboldt-Forschungspreis und im selben Jahr erhielt sie die Ehrendoktorwürde der Königlich Technischen Hochschule Stockholm. 1970 war sie Invited Speaker auf dem Internationalen Mathematikerkongress in Nizza (On the non uniformly quasilinear elliptic equations) und 1986 in Berkeley (Estimates of derivatives of solutions of elliptic and parabolic equations).

## Schriften
- mit Ladyschenskaja: Linear and quasilinear equations of elliptic type, Academic Press 1968 (russisches Original 1964)
- mit Ladyschenskaja, V. A. Solonnikov Linear and quasilinear equations of parabolic type, American Mathematical Society 1968
- als Herausgeberin: Nonlinear evolution equations, American Mathematical Society 1995
- mit M. Birman (Herausgeber): Nonlinear equations and spectral theory, American Mathematical Society 2007